# Henry Helstoski

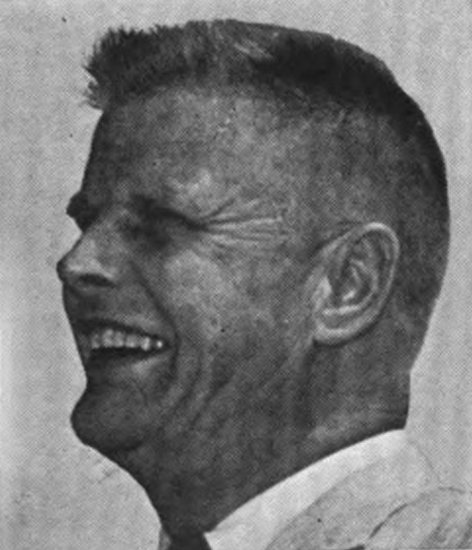
Henry Helstoski

Henry Helstoski (* 21. März 1925 in Wallington, New Jersey; † 16. Dezember 1999 in Wayne, New Jersey) war ein US-amerikanischer Politiker. Zwischen 1965 und 1977 vertrat er den Bundesstaat New Jersey im US-Repräsentantenhaus.

## Werdegang
Henry Helstoski besuchte die öffentlichen Schulen seiner Heimat. Zwischen 1943 und 1945 war er während des Zweiten Weltkrieges als Ausbilder und Funktechniker im Fliegerkorps der United States Army tätig. Nach dem Krieg setzte er seine eigene Ausbildung am Paterson State College und am Montclair State Teachers College fort, wo er bis 1949 zum Lehrer ausgebildet wurde. Zwischen 1949 und 1962 war Helstoski im Bergen County als Lehrer und Schulrat tätig. Im Jahr 1956 saß er im Gemeinderat von East Rutherford. Zwischen 1957 und 1965 war er Bürgermeister dieser Stadt. In den Jahren 1962 und 1964 arbeitete Helstoski auch als Werbeberater. Politisch war er Mitglied der Demokratischen Partei.
Bei den Kongresswahlen des Jahres 1964 wurde er im neunten Wahlbezirk von New Jersey in das US-Repräsentantenhaus in Washington, D.C. gewählt, wo er am 3. Januar 1965 die Nachfolge von Frank C. Osmers antrat. Nach fünf Wiederwahlen konnte er bis zum 3. Januar 1977 sechs Legislaturperioden im Kongress absolvieren. In seine Zeit im Kongress fielen die Endphase der Bürgerrechtsbewegung, der Vietnamkrieg sowie die Watergate-Affäre. Helstoski war ein Gegner des Militäreinsatzes in Vietnam. Im Jahr 1969 bewarb er sich erfolglos um die Nominierung seiner Partei für die Gouverneurswahlen. Im Kongress war er zwischen 1971 und 1974 Mitglied im Ausschuss für Außen- und Binnenhandel. 1975 geriet er unter Betrugs- und Korruptionsverdacht. Dabei ging es unter anderem um Bestechungsgelder im Zusammenhang mit illegalen Einwanderern aus Chile und Argentinien. Einige Personen in seinem Umfeld wurden in diesem Zusammenhang verurteilt; gegen Helstoski selbst wurde keine offizielle Anklage erhoben. Trotzdem sorgten die Vorfälle für sein Scheitern bei den Wahlen des Jahres 1976.
1978 strebte Henry Helstoski als unabhängiger Kandidat erfolglos seine Rückkehr in den Kongress an. Zwei Jahre später bewarb er sich ebenso erfolglos um die Nominierung der Demokraten für die anstehenden Kongresswahlen. Zwischen 1981 und 1985 war er als Schulrat im Schulbezirk von North Bergen tätig. Außerdem war er Berater für Öffentlichkeitsarbeit. Henry Helstoski verbrachte seine letzten Lebensjahre in Rutherford und starb am 16. Dezember 1999 in Wayne.